# Nové Hrady (ort i Tjeckien, Södra Böhmen)
Nové Hrady är en stad i Tjeckien.   Den ligger i distriktet Okres České Budějovice och regionen Södra Böhmen, i den södra delen av landet, 150 km söder om huvudstaden Prag. Nové Hrady ligger 542 meter över havet och antalet invånare är 2 590.
Terrängen runt Nové Hrady är platt norrut, men söderut är den kuperad. Terrängen runt Nové Hrady sluttar norrut.Runt Nové Hrady är det ganska glesbefolkat, med 48 invånare per kvadratkilometer. Närmaste större samhälle är Trhové Sviny, 11,7 km nordväst om Nové Hrady. I omgivningarna runt Nové Hrady växer i huvudsak blandskog.